# El bes (Klimt)
El bes o El petó (original en alemany: Der Kuss) és una obra del pintor austríac Gustav Klimt, probablement la seva obra més coneguda. És un oli amb làmines d'or i estany sobre tela de 180×180 centímetres, realitzat entre 1907-08. L'obra està exposada a la Österreichische Galerie Belvedere de Viena.
Aquesta obra, que segueix els cànons del Simbolisme, és una tela amb decoracions en forma de mosaics i amb el fons daurat.
Normalment les obres de Klimt creaven escàndols i eren titllades com a «pornografia»: es deia que eren «excessivament pervertides». Les obres van situar a Klimt com un enfant terrible per les seves opinions anti-autoritàries i anti-populistes sobre l'art. Ell va escriure: «si no es pot complaure a tot el món amb les obres i l'art, si us plau, complaguem-ne només a alguns».
Contràriament a la majoria, El bes va ser rebut amb entusiasme i immediatament va trobar un comprador.

## Descripció
Klimt representa una parella reclosa a la intimitat, mentre que la resta de la pintura es dissol en un fons brillant amb un patró extravagant. El patró suggereix l'estil de l'art nouveau i les formes orgàniques del moviment Arts and Crafts. A la vegada, el fons evoca el conflicte entre dues i tres dimensions, intrínseques a l'obra de Degas i altres modernistes. Pintures com El bes eren manifestacions visuals de l'esperit de fin de siècle perquè capturen una decadència que s'expressa en aquestes opulentes i sensuals imatges. L'ús de la fulla d'or recorda les pintures medievals d' «or molt», manuscrits il·luminats, mosaics anteriors, i altres patrons en espiral de la roba que recorden l'art de l'edat de bronze, com també els circells decoratius vists a l'art occidental d'abans de l'època clàssica. El cap de l'home acaba molt a prop de la part superior de la tela, un allunyament dels cànons occidentals tradicionals que reflecteix la influència de l'estampa japonesa igual que la composició molt simplificada. Les dues figures es troben al costat d'un tros de prat florit. L'home porta una túnica amb rectangles en blanc i negre irregularment posats a la fulla d'or decorada amb espirals. Porta una corona de vides mentre que la dona apareix amb un vestit ajustat amb una flor que sembla rodona o motius ovalats sobre un fons de línies ondulades paral·leles. Els seus cabells contenen flors i es forma un halo circular que en ressalta el rostre, que continua sota la barbeta, per la qual cosa sembla un collaret de flors. De la mateixa forma, com a parelles juxtaposades, apareixen tant en el Fris de Beethoven de Klimt i Stoclet Frieze. Es creu que Klimt i la seva companya Emilie Flöge van fer de models pel treball, però no hi ha evidència o registre per provar-ho. Altres fonts suggereixen que la dona era la model coneguda com a «Red Hilda»; ella té una gran semblança amb la model en obres com Dona amb boa de plomes, Goldfish o Dánae. L'ús que fa Klimt de la fulla d'or té origen en un viatge que havia fet a Itàlia el 1903. Quan va visitar Ravenna va veure els mosaics romans d'Orient a l'Església de Sant Vitale. Per Klimt, la planura dels mosaics, la seva falta de perspectiva i de profunditat, només millorava la brillantor de l'or; per la qual cosa va començar a fer-ne ús sense precedents de la fulla d'or i de plata a la seva pròpia obra.
També s'ha argumentat (Julio Vives Chillida) que en aquesta obra Klimt representa el moment en què Apol·lo li dona un bes a Dafne quan s'està convertint en llorer, segons Les metamorfosis d'Ovidi.